# Herritar Batasuna
Herritar Batasuna és un partit polític socialista revolucionari i patriòtic creat el 2017 al País Basc.

## Història
L'any 2010, l'esquerra abertzale i Eusko Alkartasuna van signar un acord estratègic anomenat Lortu Arte al Palau Euskalduna de Bilbao. Com a resultat, es va crear Bildu, més tard Amaiur i finalment Euskal Herria Bildu. Actualment, l'aliança d'aquest darrer partit inclou Eusko Alkartasuna, Sortu, Aralar i Alternatiba.
Tanmateix, algunes persones, entre elles alguns antics presos d'Euskadi Ta Askatasuna, van desaprovar la trajectòria del nou partit partit en considerar que donava l'esquena a «l'esperit de l'esquerra abertzale». Com a resultat, es va crear un nou partit i es va decidir reorganitzar el Moviment d'Alliberament Nacional Basc donant per acabada la lluita armada.
El 2017, en la fundació d'Herritar Batasuna a Pamplona, van manifestar que pretenien restaurar l'esperit «revolucionari, patriòtic i socialista» d'Herri Batasuna de 1978, per assolir «la independència, el socialisme i la reunificació del País Basc». Per aconseguir-ho, utilitzarien la «mobilització, la desobediència, la insubordinació i la resistència activa» per lluitar contra l'«invasor». També es van mostrar partidaris de l'amnistia, entesa com la «repatriació incondicional de tots els presos, exiliats i deportats». Els fundadors d'Herritar Batasuna van ser Iraultzaileen Bilguneak (IBIL), Askatasuna Bidean i Eusko Ekintza (EEK).
En les eleccions generals espanyoles del 2019 va demanar una abstenció «activa». També va demanar l'abstenció a les eleccions municipals i a les eleccions al Parlament Europeu del mateix any,